# Сатурнія середня
Сату́рнія сере́дня, або сатурнія тернова (Saturnia (Eudia) spini) — вид комах з родини Сатурнієві (Saturniidae).

## Морфологічні ознаки
Розмах крил — 70–90 мм. Статевий диморфізм невиразний. Крила буро-сірі. На кожному крилі є по одному великому очку. Очко чорне з білою стрічкою, облямоване охристожовтим кільцем. Крила з кількома хвилястими лініями. Тіло та прикоренева частина крил опушені. Від близького виду Eudia pavonia відрізняється сірим фоном крил самця, місцезнаходженням зубчатої стрічки на передніх крилах та більшим розміром крил. Внутрішня перев'язка на передніх крилах майже пряма (у Сатурнії малої — з перегином).

## Поширення
Південна та південно-східна Європа, південно-східні райони Сходу Європейської рівнини, Мала Азія, Кавказ, північний Казахстан, Алтай. 
В Україні в минулому зустрічався майже повсюдно, крім північних районів. Сучасний стан популяцій виду не відомий. Імовірно, вид вже зник на більшій частині території України.

## Особливості біології
Зустрічається на лісових галявинах та узліссях, у рідколіссях, серед чагарникових пустирів, на степових ділянках та на схилах ярів з заростями терену. Протягом року розвивається 1 генерація. Літ імаго — з кінця квітня до середини травня, самці активні з полудня до сутінок, іноді — вночі, самиці малорухливі, яйця відкладають уночі (до 200 шт.). Метелики не живляться. Гусінь живиться на чагарниках (крушина, жостер, шипшина тощо) і деяких деревах (в’яз, верба), але віддають перевагу терену. Розвивається гусінь з кінця травня до початку липня. Заляльковується на прикореневій частині кормової рослини у твердому грушоподібному коконі. Зимує лялечка.

## Загрози та охорона
Загрози: ймовірно, це знищення природних біотопів (чагарників, рідколісся тощо), застосування пестицидів.
Доцільним є пошук популяцій виду та створення ентомологічних заказників у місцях виявлення популяцій виду з охороною природних чагарникових біотопів, забороною випалювання трав, застосування пестицидів тощо.